# 活格言語
活格言語（かつかくげんご、active language）とは、自動詞のただ一つの項 (S) が、場合によって、他動詞の動作主項 (A) と同じように標示されたり、他動詞の被動者項 (P) と同じように標示されたりする言語のことをいう。
自動詞の項Sの標示の仕方がその言語に特有の分類に従って変わる。自動詞は一般に、主語が動詞作用に意志あるいは制御を及ぼすことができる動詞（意志動詞、非能格動詞）と、できない動詞（非意志動詞、非対格動詞）に分けることができる（この分類は言語によって異なる）。活格言語では、このような分類に従って格の用い方が異なるわけである。
対格言語（英語・日本語など、世界の多くの言語）では、自動詞の主語と他動詞の主語が同じ格（主格）で表示される。一方、能格言語（バスク語など）では、自動詞の主語と他動詞の目的語が同じ格（絶対格）で表示される。この意味で、活格言語は対格言語と能格言語の中間に当たる。

## 活格言語の分類
多くの活格言語では、自動詞の項の格は動詞ごとに（主語の現実の意志には関係なく）典型的な状況に応じて固定化されている。例えば、「泳ぐ」の項は常に他動詞の主語（動作主）のように扱われ、「眠る」の項は常に他動詞の直接目的語（被動者）のように扱われる。このような言語では、「飲む」のような動詞の主語が動作主として規定されれば、たとえ飲むという動作が不本意であっても、主語は常に動作主として表示される。このタイプは分裂-S（split-S）といわれる。
また一部の言語では、自動詞の項は話者によって決定される。つまりどんな自動詞でも、主語を動作主にするか被動者にするかを話者が決めることができ、動作主の表示が意志または制御の度合を、また被動者の表示が意志または制御のなさ、さらには話者の側の被害意識や同情を示すことにもなる。このタイプは流動-S（fluid-S）といわれる。動詞によって分裂-Sだったり流動-Sだったりする言語もある。
形態論的に格が明示される言語では、他動詞の項のうち、主語が動作主格で、目的語が被動者格で表示されるが、自動詞の項は言語の決まりに応じてそのどちらかで表示される。格変化のない言語では、格は異なる語順や前置詞・後置詞などによって表示される。例えば被動者格は動詞に先立ち、動作主格は動詞に続く、などという方法がとられる。一般には、動作主項が有標で、被動者項が無標となる傾向がある。

## 用語
活格はactive caseの訳で、動格、動作格ともいう。他には以下のような用語で呼ばれる。
- 活格・不活格 (active-inactive, active-neutral, active-static, stative-active)[4]。
- 動作主格言語 (agentive language)、動作主・被動者言語 (agent-patient language)[5]。
- 動詞の意味による分裂：分裂S (split-S)と流動S (fluid-S)[6]。
- 自動詞分裂、分裂自動詞性 (split intransitivity)[7]。

## 例
グルジア語は能格言語とされることが多いが、活格的な面もある。北東カフカス語族のツォヴァ・トゥシ語は活格言語であり、項が常に被動者として標識される自動詞（意志的に制御できない状態をいう「飢える」「震える」など）と、動作主項となる自動詞（「歩く」「言う」「考える」など）がある。これらは分裂-S動詞であるが、それ以外の動詞は流動-S動詞となる。例えば同じ語根「滑る」に基づく動詞が、被動者項をとれば「（道にあった雪や氷などで）足を滑らす」ことを、動作主項をとれば「（スキーやスケートで）滑る」ことを意味する。
パラグアイで使用されるグアラニー語は、ほぼ典型的な流動-Sタイプの活格言語とみられる。北アメリカでもチカソー語、ラコタ語など多くの言語に活格的な性格がみられる。
インド・ヨーロッパ祖語（比較言語学的に想定される言語）にも、活格言語と関係あるかと思われる性格が多くみられる。例えば活動体と不活動体の区別（日本語でいえば「いる」と「ある」の区別）は、活動的動詞と非活動的・状態的動詞における項の区別と関係している。その後裔の言語にも意志的動詞と非意志的動詞の形態的区別の痕跡があり、自動詞の項が主格以外をとる言い方として、例えば英語の methinks…（「私には…と思われる」、古い与格主語的な言い方）などが見られる。

## 文献
- クリモフ、ゲオルギー・A (1999)『新しい言語類型学：活格構造言語とは何か』石田修一（訳）。三省堂。
- 角田太作 (2009)『世界の言語と日本語：言語類型論から見た日本語』第2版。くろしお出版。
- 文部科学省・日本言語学会・日本英語学会（編）(1997)『学術用語集：言語学編』日本学術振興会。
- Chafe, Wallace L. (1970) Meaning and the structure of language. Chicago: University of Chicago Press.
- Dahlstorm, William D. (1986) Choctaw verb agreement and universal grammar. Dordrecht: Reidel.
- Dixon, R. M. W. (1979) Ergativity. Language 55: 37-38.
- –––– (1994) Ergativity. Cambridge: Cambridge University Press.
- Klimov, G. A. (1974) On the character of languages of active typology. Linguistics 131: 11-25.
- Merlan, Francesca (1985) Split intransitivity: functional oppositions in intransitive inflection. In: Johanna Nichols & Anthony C. Woodbury (eds.) Grammar inside and outside the clause, 324-362. Cambridge: Cambridge University  Press.
- Sapir, Edward (1917) Review of Uhlenbeck 1917. International Journal of American Linguistics 1: 82-86.
- Uhlenbeck, C. C. (1917) Het passieve karakter van het verbum transitivum of van het verbum actionis in talen van Noord-Amerika. In: Afdeeling Letterkunde, 5-2: 187-216. Amsterdam: Johannes Muller.
- Van Valin, Robert D. Jr. (1990) Semantic parameters of split intransitivity. Language 66: 221-260.